# Ron Grinstead
Ron Grinstead, właśc. Ronald Sydney Grinstead (ur. 25 grudnia 1942 w Londynie) – brytyjski zapaśnik walczący w stylu wolnym. Dwukrotny olimpijczyk. Odpadł w eliminacjach turnieju w Meksyku 1968 i Monachium 1972. Startował w kategorii 87–90 kg. Brązowy medalista igrzysk Brytyjskiej Wspólnoty Narodów w 1970; czwarty w 1966 i piąty w 1974 roku, gdzie reprezentował Anglię.
Czterokrotny mistrz kraju w latach 1962, 1968 i 1969 (85 kg) i 1972 (90 kg).
- Turniej w Meksyk 1968 – 87 kg

Wygrał z Robertem Chamberotem z Kanady i Robertem Nihonem z Bahamów, a przegrał z Borisem Gurewiczem z ZSRR i Prodanem Gardżewem z Bułgarii.
- Turniej w Monachium 1972 – 90 kg

Przegrał z Rusi Petrowem z Bułgarii i Umberto Marcheggianim z Włoch.